# Каракан (река)
Каракан (в верховье — Верхний Каракан) — река в Новосибирской области России. Устье реки находится в 3047 км по правому берегу реки Обь (Новосибирское водохранилище). Длина реки составляет 86 км, площадь водосборного бассейна 1290 км².
Служит северной границей Караканского бора, названного по имени реки. Высота устья — 114 м над уровнем моря.

## Притоки
- Верхняя Ельцовка
- 27 км: Лосиха
- Грязнуха
- Татчиха
- Тарасиха
- Скакуха
- 45 км: Нижний Каракан
- 49 км: Каменка
- 59 км: Плоская
- 63 км: Фосиха
- Волчиха
- Плаунья
- Сурьянка

## Данные водного реестра
По данным государственного водного реестра России относится к Верхнеобскому бассейновому округу, водохозяйственный участок реки — Обь от города Барнаул до Новосибирского гидроузла, без реки Чумыш, речной подбассейн реки — бассейны притоков (Верхней) Оби до впадения Томи. Речной бассейн реки — (Верхняя) Обь до впадения Иртыша.